# Organização provincial de voluntários e defesa civil
Em cada antiga província ultramarina portuguesa, a organização provincial de voluntários e defesa civil (OPVDC) constituía um corpo de voluntários de ambos os sexos encarregue de prestar auxílio às Forças Armadas e de garantir a defesa civil das populações. A OPVDC constituía uma organização do tipo milícia, subordinada diretamente ao governador-geral ou governador da província.
Na respetiva província ultramarina, a OPVDC tinha caraterísticas e missões atribuídas quase idênticas às da Legião Portuguesa na Metrópole, já que a prevista instalação daquela no Ultramar nunca foi efetivada.
Apesar de previstas para todas as províncias ultramarinas, acabaram por ser criadas OPVDC apenas em Angola, Moçambique e Timor. As OPVDC de Angola e Moçambique estiveram ativamente empenhadas na Guerra do Ultramar.

## História
A organização de voluntários de defesa civil teve origem no corpo de voluntários criado pelo Decreto-Lei n.º 43 568 de 28 de março de 1961. Estava prevista a existência de um corpo de voluntários em cada província ultramarina, mas só foi organizado o de Angola. (Anteriormente havia sido criado um Corpo de Voluntários da Índia Portuguesa através do Decreto-Lei n.º 39786, de 25 de agosto de 1954.)
A criação dos corpos de voluntários surgiu na sequência dos massacres levados a cabo pela UPA (União das Populações de Angola), a partir de 15 de março de 1961, contra as populações civis brancas e negras no Norte de Angola, os quais constituiriam os primeiros confrontos importantes da Guerra do Ultramar. Dada a então reduzida presença de forças militares portuguesas em Angola, a população civil teve que se organizar em grupos de autodefesa que - juntamente com os elementos locais da Polícia de Segurança Pública - acabaram por suportar quase sozinhos os primeiros grandes embates da guerra. A criação dos corpos de voluntários veio formalizar a existência daqueles grupos civis de autodefesa, os quais tinham sido organizados localmente de forma precária, essencialmente com colonos brancos.
Cada corpo de voluntários seria uma organização auxiliar das Forças Armadas para emprego em situações de emergência, competindo-lhe preparar a defesa de pessoas e bens dos agregados familiares e núcleos populacionais que habitassem em zonas isoladas ou a sua reunião em locais protegidos por forças militares ou militarizadas, cooperar com os órgãos de segurança interna na salvaguarda de pessoas e bens, cooperar na defesa dos órgãos vitais para a segurança e economia da província, cooperar com as forças militares e militarizadas na segurança interna da província e na defesa contra inimigo externo e eventualmente assistir ou reforçar a organização provincial de defesa civil do território. O comando do corpo de voluntários seria exercido por um oficial das Forças Armadas - nomeado em conjunto pelos ministros da Defesa Nacional e do Ultramar - diretamente dependente do governador da província, perante o qual responderia pela disciplina, administração e eficiência do respetivo corpo. Em caso de guerra, de estado de sítio ou de outras situações de emergência, o governador da província poderia colocar a totalidade ou apenas parte do corpo sob o comando da autoridade militar. O corpo de voluntários seria constituído por cidadãos portugueses maiores de 18 anos, de ambos os sexos, que se alistassem por livre decisão, que atuariam normalmente nos locais onde habitassem ou exercessem a sua atividade profissional. A sua organização incluiria esquadras, secções, pelotões e companhias organizadas como as de infantaria, podendo também incluir formações auto, formações auxiliares da Armada e da Força Aérea e grupos femininos para serviços de saúde. Previa-se que todos os voluntários pertencentes a um determinado serviço ou estabelecimento público, de interesse público, industrial ou comercial, constituíssem uma unidade encarregue da autoproteção daquele.
Pelo Decreto-Lei n.º 44217 de 2 de março de 1962, o corpo de voluntários foi remodelado e transformado na organização provincial de voluntários (OPV), com caraterísticas idênticas às daquele. A organização territorial da OPV previa a existência de zonas de voluntários, divididas em setores e estes em subsetores. As zonas, setores e subsetores corresponderiam, sempre que possível, respetivamente aos distritos, aos concelhos ou circunscrições e aos postos administrativos, sendo os seus comandos exercidos exercidos, em princípios, pela autoridade administrativa de cada uma daquelas divisões. Dentros dos setores e subsetores seriam organizados tantos núcleos de voluntários como os necessários. Além das unidades e formações locais, previa-se a possibilidade de serem organizadas colunas móveis para atuarem em qualquer parte do território da província. O comandante provincial seria um oficial superior das Forças Armadas, que continuava a atuar sob a direção do governador da província. 
De acordo com o Decreto-Lei n.º 45 974 de 17 de outubro de 1964, as diversas OPV assumiram também as missões de defesa civil nas respetivas províncias. As missões de defesa civil no Ultramar haviam sido definidas pelo Decreto n.º 43 571 de 29 de março de 1961 o qual previa que elas fossem assumidas por uma organização provincial de defesa civil em cada província. No âmbito das novas missões assumidas as OPV passaram a designar-se "organizações provinciais de voluntários e defesa civil".

## Emblema e uniformes
O emblema da OPVDC consistia numa machete cruzada com um arado, sobre os quais estavam as letras "O" e "V" sobrepostas. 
Os membros de cada OPVDC acabaram por usar uniformes semelhantes aos do Exército Português, com boinas negras ostentando um emblema da organização.

## Organização Provincial de Voluntários e Defesa Civil de Angola
A Organização Provincial de Voluntários de Defesa Civil de Angola (OPVDCA) foi a mais importante das OPVDC, estando a sua origem nos grupos de voluntários criados em 1961 para autodefesa das populações contra os ataques da UPA. Inicialmente, serviu de organização de mobilização dos colonos brancos. No entanto, posteriormente passou a incluir também muitos voluntários de raça negra, acabando por ser tornar numa organização multiracial. No seu auge, a OPVDCA chegou a ter mais de 40 000 efetivos.